# 서울양진초등학교
서울양진초등학교는 대한민국 서울특별시 광진구에 있는 공립 초등학교이다.

## 학교 연혁
- 2005년 5월 6일: 개교
- 2025년 5월 6일: 개교 20주년

## 참고 자료
- 서울양진초등학교 - 한국교육학술정보원 학교알리미